# ととねみぎ
とと ねみぎ（1981年9月28日 - ）は、日本の男性漫画家。長野県出身。長野県長野高等学校卒業。千葉大学卒業。

## プロフィール
- 好きなものはそば、カキフライ、梨、肉。嫌いなものはぜい肉。
- 同人サークル「さくSaku亭」で氷川翔とともに同人活動をしていたが、現在は個人サークル「かるーあみるく」で活動している。
- ペンネームは「とと」が姓、「ねみぎ」が名であるが、「ととね・みぎ」と、姓名の切れ目を間違われるのみならず、「とと・みねぎ」や「ととみ・ねぎ」等と間違われることも多い（『ねこきっさ』単行本1巻カバーのプロフィールでもネタにしているほど）。
- 同人ゲーム『まわるめいどさんをねみぎ』は脳内世界が舞台のミニゲーム集ので代表作であるねこきっさのキャラも登場している。

## 作品リスト

### 漫画
- ねこきっさ（全6巻）（まんがタイムきらら・芳文社）
- ネバー☆ネイバー（月刊ガンガンWING、スクウェア・エニックス）
- 0からはじめましょう（全2巻）（まんがタイムきららMAX・芳文社）
- しらかば202　(COMIC真激・クロエ出版・2012年8月号から連載再開)
- ステルス×メイツ（まんがタイムきらら・芳文社）
- バンドリ! ガールズバンドパーティ! 『もっと！ガルパライフ』（ブシロード、Craft Egg）

### アンソロジー
- けいおん!
  - 「けいおん!」アンソロジーコミック みんなでうん☆たん
  - けいおん!アンソロジーコミック 1
  - けいおん!アンソロジーコミック 3
  - けいおん!ストーリーアンソロジーコミック 1

### アニメ
- TVアニメ BanG Dream! 2nd Season（2019年） - イラスト素材協力